# Muricea echinata
Muricea echinata är en korallart som beskrevs av Milne Edwards 1855. Muricea echinata ingår i släktet Muricea och familjen Plexauridae. Inga underarter finns listade i Catalogue of Life.